# Al-Andalus

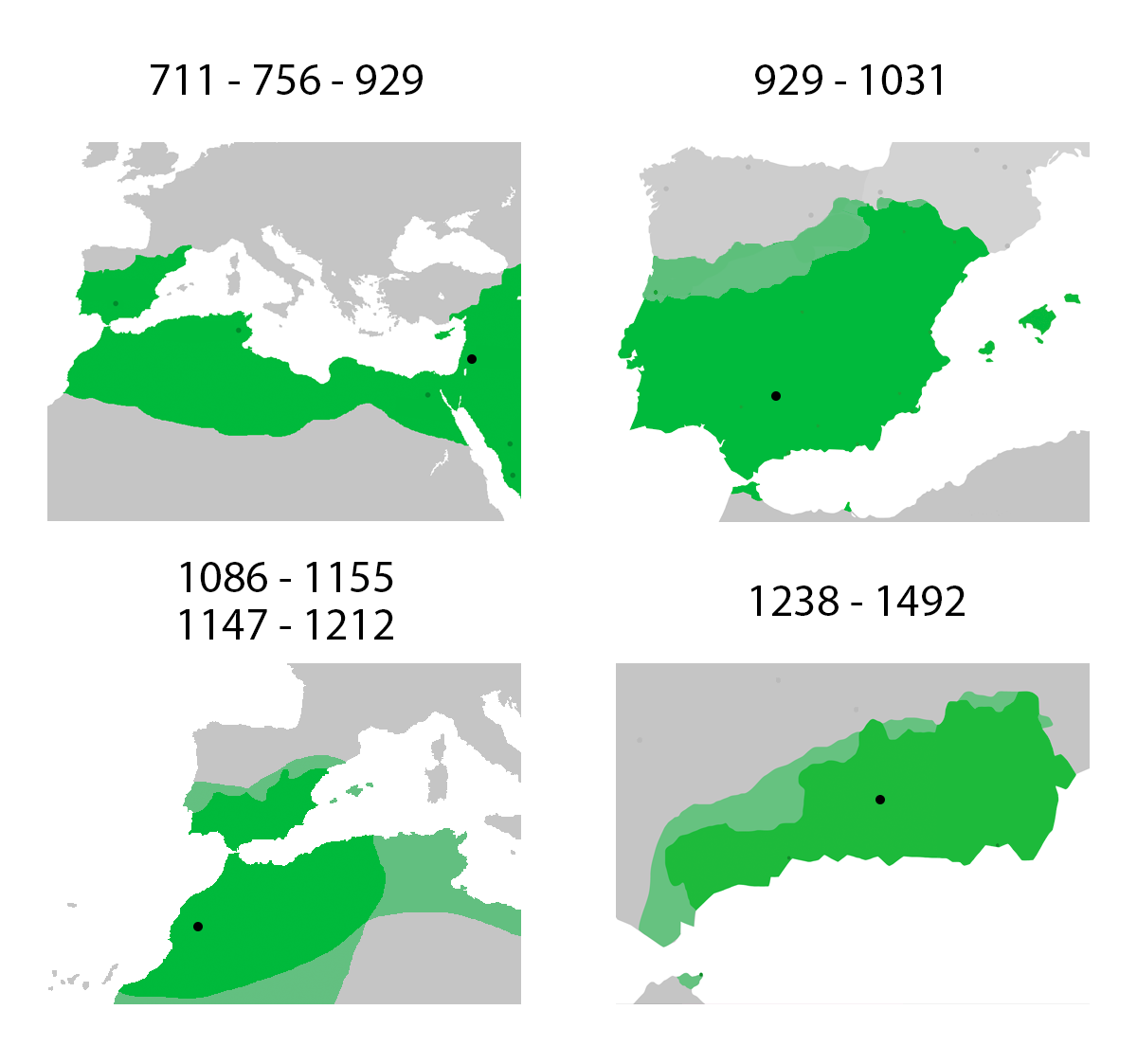
Perioden van de geschiedenis van Al-Andalus.
1. Het Omajjaden rijk
2. Het emiraat en kalifaat van Córdoba
3. Al-Andalus onder de Almoraviden en Almohaden
4. Emiraat Granada.

Al-Andalus (Arabisch الأندلس) is de naam die de Moorse veroveraars gaven aan het door hen veroverde gedeelte van het Iberisch Schiereiland. Al-Andalus mag niet worden verward met de huidige Spaanse autonome regio Andalusië.

## Omschrijving
De naam heeft niet alleen specifiek betrekking op het emiraat Córdoba (756–929) en het kalifaat Córdoba (929–1031) en de latere taifa's, maar is ook van toepassing op het gehele gebied onder Moorse overheersing (711–1492) in het algemeen.
Gedurende de jaren van de Reconquista werd met Al-Andalus het door de Moren beheerste gebied bedoeld in de vroegere Romeinse provincies Hispania Baetica, Hispania Lusitania en Hispania Tarraconensis, waarbij de noordgrens met de jaren steeds zuidelijker kwam te liggen. Al-Andalus komt van "Al-Vandaluz" en is een verbastering van de Arabische naam voor "gebied van de Vandalen". Dit was een Germaans volk dat zich, tijdens de Grote Volksverhuizing in de 4e en 5e eeuw, strijdend vanuit het noordoosten richting Zuidwest-Europa verspreidde. Zij vestigden zich voor een korte tijd in Zuid-Spanje, maar onder druk van de na hen binnenvallende Visigoten staken ze later de Straat van Gibraltar over, vestigden het Vandaalse Rijk, voornamelijk gelegen in de kuststreek van Noord-Afrika rondom hun hoofdstad Carthago, en gingen uiteindelijk op in de Noord-Afrikaanse bevolking. Ondanks het feit dat de Visigoten veel langer over Iberië heersten dan de Vandalen, noemden de latere Moren het gebied als pars pro toto toch Al-Andalus 'gebied/land van de Vandalen' omdat ze in het huidige Tunesië al eerder in aanraking kwamen met de Vandalen.

## Klassenmaatschappij
Toen de Moren de Visigotische overheersers verdreven werd Iberië een onderdeel van de islamitische veroveringen. Er ontstond vanaf 750 na Chr. een onafhankelijke staat onder leiding van Abd al-Rahman I en zijn daarop volgende Omajjaden dynastie. Córdoba werd de nieuwe hoofdstad van het gebied en werd langzaam maar zeker uitgebouwd tot een cultureel centrum dat wedijverde met Bagdad, de toenmalige hoofdstad van het islamitische kalifaat. De Iberische Omajjaden legden het jodendom en christendom een aantal beperkingen op in hun godsdienstbeleving. Deze lagen vooral in het niet meer mogen luiden van klokken, het actief bekeren of het bouwen van nieuwe kerken of synagogen, zoals in het oosten reeds vastgelegd in het Pact van Omar. Deze beperkingen hadden geen betrekking op het dagelijks leven en diverse joden klommen op tot hoge posities binnen de heersende klasse van het kalifaat en later de taifa's (stadstaten). Hoewel er in deze staat, zeker vlak na de verovering van Iberië, meer vrijheid van levensovertuiging was dan in middeleeuwse christelijke staten, vonden er soms pogroms plaats tegen joden en christenen, zoals de grote anti-joodse pogrom in Granada in 1066. Ook was het moslims verboden om hun geloof vaarwel te zeggen, met de executie als doodstraf. Ook intellectuelen van wie de denkbeelden buiten de soennitische orthodoxie lagen (zoals sjiisme, kharidjisme en ibadisme), wachtte dit lot.
De Moren hieven belasting op grondeigendom in natura, en verdeelden de zo verkregen grond weer onder de arme boeren (Zakāt). Zo raakte de christelijke adel en kerk in Al-Andalus langzaam zijn monopolie op landbouwgrond kwijt, en nam de rurale armoede en kindersterfte onder kleine boeren sterk af. Ook introduceerden de Moren nieuwe landbouwtechnieken. Daardoor groeide de voedselproductie, de bevolking en de levensverwachting in Al-Andalus veel sneller dan in de rest van Europa.
Door dit succes ontstond er brede koopkracht, waardoor ook de industrie en handel het heel goed deden. Door de herverdeling van grond en rijkdom werd de islam een populaire godsdienst onder arme Iberiërs, en velen keerden zich af van de Roomse Kerk, aangetrokken door de belastingvoordelen en hogere sociale status voor moslims. Daarom werd de Andalusische islam door Roomse en adellijke leiders elders in Europa soms als een grote politiek-economische bedreiging ervaren.
Op 30 december 1066 vond een grote pogrom plaats in Granada toen moslims het grootste deel van de joodse gemeenschap uitmoordden met enkele duizenden doden als gevolg, al zijn specifieke getallen voor het aantal slachtoffers lastig te geven en waren de getallen die onderhevig aan een hyperbool. De joodse vizier Joseph ibn Naghrela werd gekruisigd en de joodse wijk verwoest.

## Betekenis voor West-Europa
Nadat de taifa Toledo veroverd was door Alfons VI in 1085 en hij Toledo al snel tot de hoofdstad van zijn koninkrijk gemaakt had, groeide Toledo uit tot het intellectuele centrum van Europa, een christelijke stad waar het Arabisch de taal van kennisoverdracht en cultuur bleef. Na de komst van de Almoraviden in Al-Andalus werd Toledo een toevluchtsoord voor veel gearabiseerde joden en christenen (Mozaraben) die vluchtten voor de intolerantie en wreedheid van deze orthodoxe Almoraviden. Deze vluchtelingen brachten hun culturele erfenis mee en nadat Toledo ook uitgeroepen was tot zetel van de aartsbisschop, stroomden steeds meer noordelingen toe die hier vaak voor het eerst in contact kwamen met de Arabische taal en cultuur. De Castiliaanse christelijke monarchen en kerkvorsten leverden hun bijdragen aan de uitgebreide bibliotheekcollecties. Aartsbisschop Raimundo (tussen 1125 en 1151 aartsbisschop van Toledo) benoemde de instituten die verbonden waren aan de grote bibliotheken aldaar tot de "Vertaalschool". Het was dankzij dit instituut dat de rest van Europa en het Latijnse christendom toegang kreeg tot het grote filosofische en wetenschappelijke geheel van werken dat in de voorafgaande eeuwen in Bagdad, aldaar in het zogenaamde Huis der Wijsheid, uit het Grieks in het Arabisch vertaald was.

## Geografische indeling
- Opper Mark (Tagr al-Ala)
- Neder Mark (Tagr al-Adna)
- Centraal Mark (Tagr al-Awsat)

De geografische indeling van Al-Andalus

- Gharb Al-Andalus: het westen van Al-Andalus
- Mawsat Al-Andalus: het midden van Al-Andalus
- Sharq Al-Andalus: het oosten van Al-Andalus
- Oostelijke eilanden van Al-Andalus: de Balearen onder de Moren

## Chronologie
Islamitische rijken in Al-Andalus
| Naam                          | Hoofdstad | Begin | Einde | Regeerperiode | Munteenheid          | Opmerking                               |
| ----------------------------- | --------- | ----- | ----- | ------------- | -------------------- | --------------------------------------- |
| Omajjaden                     | Córdoba   | 711   | 750   | 39 jaar       | Omajjadische dinar   |                                         |
| Abbasiden                     | Córdoba   | 750   | 756   | 6 jaar        | Omajjadische dinar   |                                         |
| Omajjadische Emiraat Córdoba  | Córdoba   | 756   | 929   | 173 jaar      | Omajjadische dinar   |                                         |
| Omajjadische Kalifaat Córdoba | Córdoba   | 929   | 1031  | 102 jaar      | Omajjadische dinar   |                                         |
| Eerste Taifa periode          | -         | 1009  | 1110  | 101 jaar      | Diverse munten       | 37 taifa's                              |
| Almoraviden                   |           | 1085  | 1145  | 60 jaar       | Almoravidische dinar |                                         |
| Tweede Taifa periode          | -         | 1140  | 1203  | 63 jaar       | Diverse munten       | 23 taifa's                              |
| Almohaden                     | Sevilla   | 1147  | 1238  | 91 jaar       | Almohadische dinar   |                                         |
| Derde Taifa periode           | -         | 1232  | 1287  | 55 jaar       | Diverse munten       | 11 taifa's                              |
| Nasridische Emiraat Granada   | Granada   | 1238  | 1492  | 254 jaar      | Nasridische dinar    | Wordt ook wel de laatste taifa genoemd. |

De Meriniden regeerden verschillende keren over een klein stukje in het zuiden van Iberië.

## Gouverneursvan Al-Andalus 712–756
- 712–714 Moessa bin Noessair, ook gouverneur van Ifriqiya
- 714–716 Abd al-Aziz ibn Moessa
- 716 Ajjoeb ibn Habib al-Lachmi
- 716–719 Al-Hoerr ibn Abd ar-Rahman ath-Thaqafi
- 719–721 Al-Samh ibn Malik al-Khawlani
- 721 Aboe Said Abd ar-Rahman ibn Abdallah al-Ghafiqi, 1e maal
- 721–726 Anbasa ibn Soehaim al-Kalbi
- 726 Oedhra ibn Abd Allah al-Fihri
- 726–728 Jahja ibn Salama al-Kalbi
- 728 Hoedhaifa ibn al-Ahwas al-Qaysi
- 728–729 Othman ibn Abi Nisa al-Jathami
- 729–730 Al-Haitham ibn Oebaid al-Kilabi
- 730 Mohammed ibn Abd Allah al-Asjdjai
- 730–732 Aboe Said Abd ar-Rahman ibn Abdallah al-Ghafiqi, 2e maal
- 732–734 Abd al-Malik ibn Qatan al-Fihri, 1e maal
- 734–740 Oeqba ibn Hajjadj al-Saloeli
- 740–741 Abd al-Malik ibn Qatan al-Fihri, 2e maal
- 741–742 Balj ibn Bishr al-Qushayri
- 742–743 Thalaba ibn Salama al-Amili
- 743–745 Abul Khattar al-Husam ibn Darar al-Kalbi
- 745–746 Tuwaba ibn Salama al-Judami
- 746–747 Abd al-Rahman ibn Katir al-Lahmi
- 747–756 Yusuf ibn Abd al-Rahman al-Fihri[5]
- 756–929 emirs van Cordoba
- 929–1031 kaliefen van Cordoba

## Kaartengalerij

Kaart van wilaya Al-Andalus onder de Omajjaden
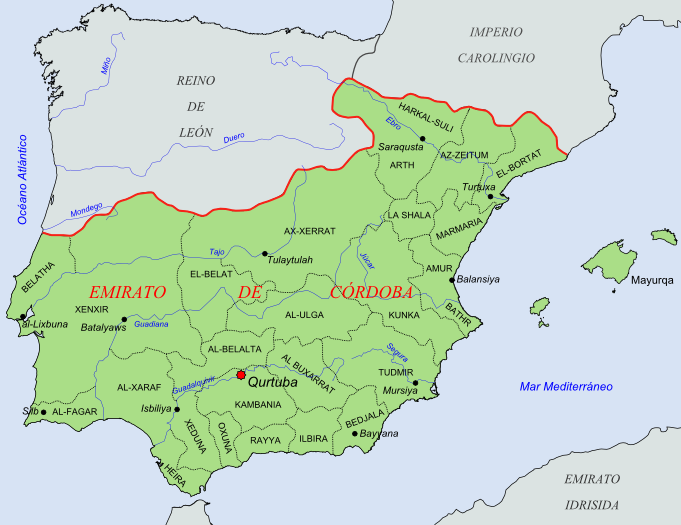
Kaart van het Emiraat Cordoba
Kaart van het Kalifaat Cordoba
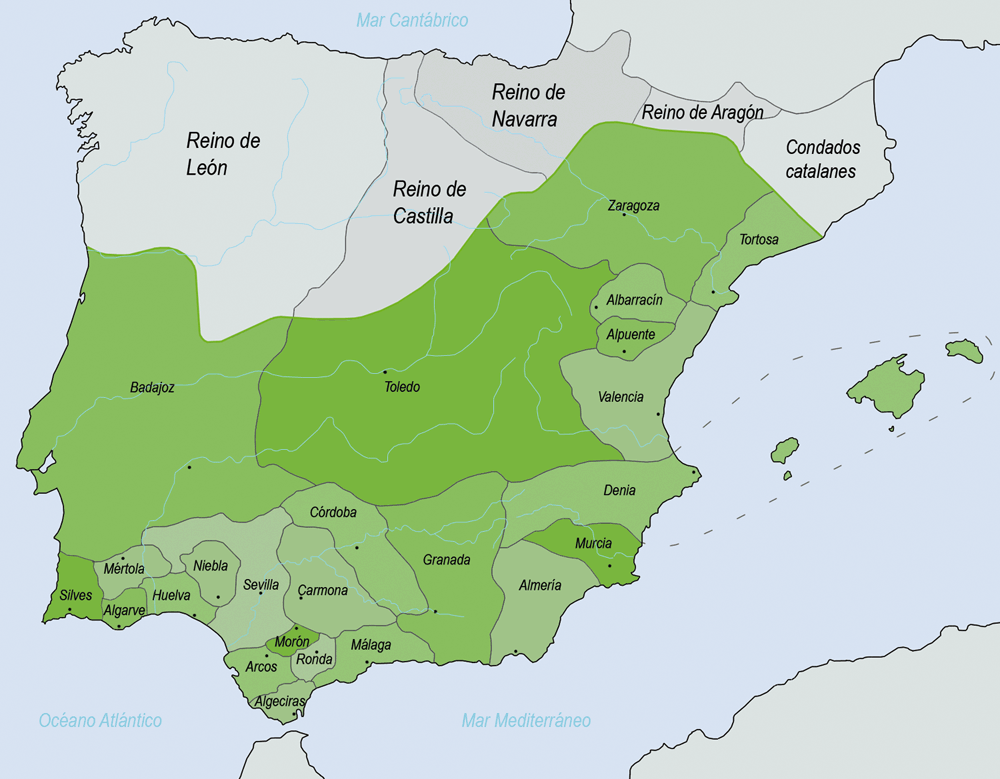
Kaart van de taifa's van Al-Andalus in 1031
Kaart van Al-Andalus onder de Nasriden